# Irlanda pre-cristiana
La prima fase della storia irlandese può essere delimitata in fasce di tempo decisamente lunghe, tutte caratterizzate da una lenta evoluzione della specie umana, partendo da ere preistoriche decisamente più lunghe rispetto all'Europa continentale fino all'arrivo brusco delle popolazioni celtiche e in seguito del Cristianesimo, vero fattore di svolta verso il Medioevo: è possibile parlare pertanto di storia dell'Irlanda pre-cristiana. È interessante notare che l'Irlanda mai conobbe un'epoca classica, ben presente invece nella storia delle popolazioni asiatiche, mediterranee, nordafricane e, di riflesso a causa delle invasioni macedoni e romane, centro-europee: questo perché durante il fiorire delle civiltà classiche come Fenici, Persiani, Greci e Romani, in Irlanda le popolazioni erano ancora nell'Età del bronzo o poco oltre.

## Preistoria

### Il mesolitico (8000 a.C. - 4500 a.C.)
Ciò del poco che si sa dell'Irlanda pre-cristiana deriva da poche fonti come gli scritti di epoca romana, la poesia e la mitologia irlandese, oltre che ovviamente l'archeologia.
Durante l'era glaciale del Pleistocene, l'Irlanda era quasi interamente ghiacciata: il paesaggio era contrassegnato da pezzi di ghiaccio alti anche 300 metri che non lasciarono tracce evidenti di rocce ed ossa ed anzi estirparono ogni evidenza di tracce umane. Durante l'ultimo massimo glaciale (16.000 a.C. circa), l'isola era un deserto artico, probabilmente una tundra, per due terzi ricoperto di ghiaccio mobile. È altamente improbabile che ci fossero esseri umani al tempo in quella zona, anche se non è stato escluso in maniera certa.
La primissima traccia della presenza umana ci giunge tra il IX e l'VIII millennio a.C., da insediamenti di cacciatori del mesolitico dei quali sono rimasti neanche una dozzina: Mount Sandel a Londonderry (vicino Coleraine); Woodpark nella Contea di Sligo; l'estuario dello Shannon; il Lough Boora nell'Offaly; il Curran in Antrim, più infine vari siti nel Munster. Si pensa che questi nuovi abitatori colonizzarono prima il nord-est provenendo dalla vicina Scozia: sebbene il livello del mare fosse molto più basso di oggi, l'Irlanda era con ogni probabilità già un'isola al tempo, quindi vi giunsero con imbarcazioni. Ciò non è molto sorprendente, anche perché gran parte degli insediamenti del periodo in Irlanda erano tutti porti costieri. Chiaramente i primissimi abitanti della regione erano marinai che sopravvivevano grazie al mare. Ad ogni modo questa economia fu loro imposta per molti secoli, fino a che il permafrost senza alberi venne a trasformarsi in una terra fertile e densamente boscosa.
Questi cacciatori del Mesolitico sopravvivevano grazie ad una dieta di pesce di mare, uccelli, selvaggina e nocciole. Non c'è traccia del cervo nell'Irlanda mesolitica e con buone probabilità il primo cervo rosso fu introdotto nell'area nei primi periodi del Neolitico. La popolazione umana cacciava con lance, frecce e armi rudimentali in pietra chiamati microliti, integrando la sua dieta con frutta, bacche e noci. Viveva in abitazioni rudimentali stagionali, costruite applicando pelli animali su semplici impalcature lignee, mentre cucinava la cacciagione su fuochi esterni. Durante il Mesolitico la popolazione irlandese non doveva superare probabilmente qualche migliaio di individui.

### Il Neolitico (4500 a.C. - 2500 a.C.)
Il Neolitico vide l'introduzione dell'allevamento, dell'agricoltura e della produzione di vasellame, oltre che di una lavorazione molto più avanzata della pietra. Una volta si pensava che queste innovazioni fossero portate da una nuova ondata di colonizzatori, ma non ci sono tracce evidenti di un'invasione in larga scala in questo periodo della storia irlandese. È molto più probabile che il passaggio al Neolitico sia dovuto ad una lenta evoluzione causata dai commerci e dai contatti d'oltremare con le comunità agricole dell'Europa continentale e della Gran Bretagna.

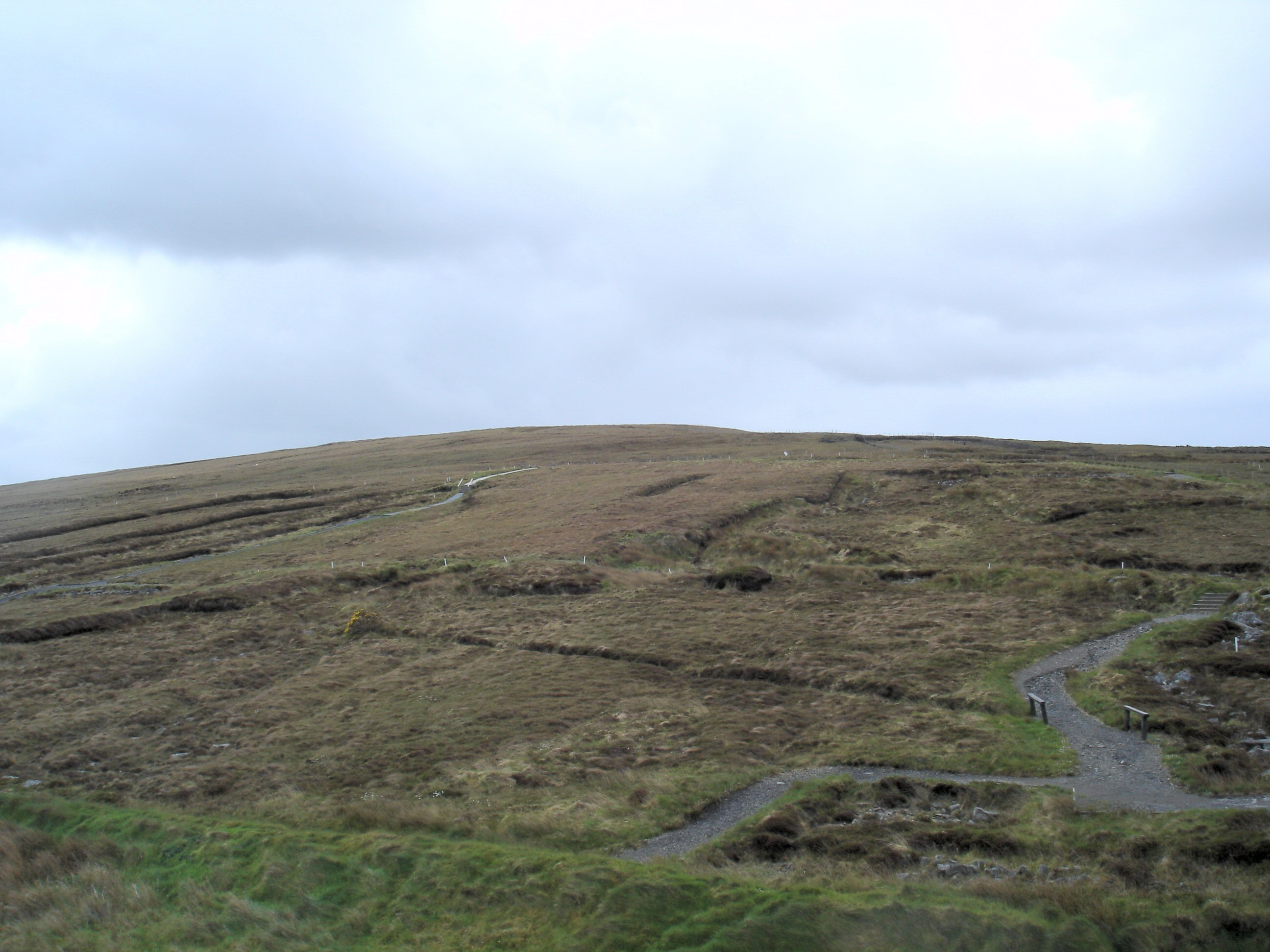
Céide Fields

L'utilizzo delle tecniche agricole iniziò intorno al 4500 a.C. Pecore, capre, bovini e cereali furono introdotti dall'Europa continentale sud-occidentale, causando un aumento significativo della popolazione. Ai Céide Fields, in County Mayo, un esteso sistema di campi murati del Neolitico - con buone probabilità il più vecchio del mondo - è stato mantenuto integro da uno strato di torba depositatosi successivamente: consiste in vari piccoli campi separati da muri di pietra essiccata, i quali erano coltivati ed adibiti al pascolo tra il 3500 ed il 3000 a.C. Grano ed orzo erano i principali cereali coltivati.
La lavorazione del vasellame fece la sua apparizione all'incirca assieme all'agricoltura. Oggetti in ceramica simili a quelli trovati nelle regioni settentrionali della Gran Bretagna sono stati rinvenuti nell'Ulster (reperti conosciuti come Lyle's Hill pottery) e a Limerick. Sono oggetti tipici con imboccature larghe e forme rotonde.

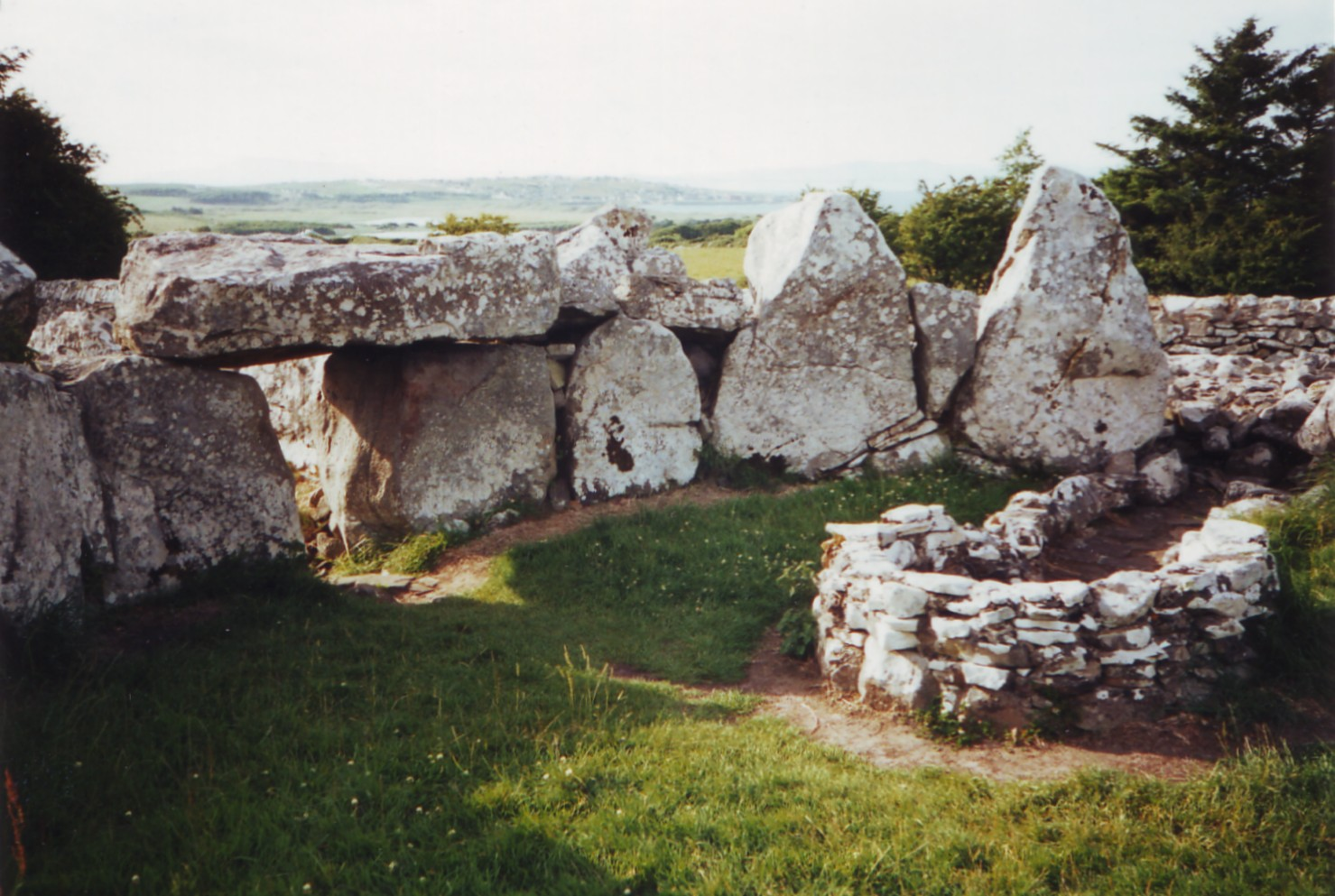
Tomba a cortile di Creevykeel

Ma la caratteristica più evidente del Neolitico in Irlanda fu l'improvvisa ed estesa apparizione di monumenti megalitici. La grande maggioranza di questi monumenti facevano parte di luoghi di importanza religiosa e cerimoniale, tanto che in molti di essi sono stati rinvenuti resti umani, spesso cremati, ma anche beni seppelliti con cadaveri: ceramiche, frecce, assi, armi etc.
Queste tombe megalitiche, giunte in circa 1.200 esemplari ai giorni d'oggi, possono essere divise per gran parte in quattro vasti gruppi:
- tombe a cortile: sono caratterizzate da un terreno o un cortile d'entrata e si trovano quasi esclusivamente nel nord dell'Irlanda. Si pensa siano gli esemplari più antichi.

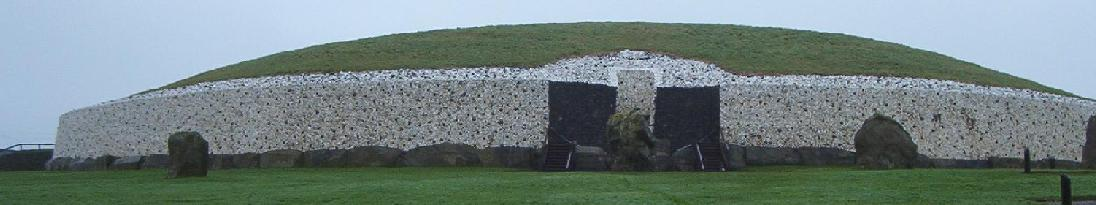
Tomba a passaggio, Newgrange, co.Meath

- tombe a corridoio: sono quelle meno numerose ma forse più importanti in termini di dimensioni e importanza. Sono distribuite principalmente nel nord e nell'est dell'isola, e le maggiori e più famose si trovano nei grandi cimiteri del Boyne e di Loughcrew nel Meath, ma anche Carrowkeel e Carrowmore a Sligo. Newgrange, un sito funerario neolitico protetto dall'UNESCO e il più antico dei monumenti allineati secondo un criterio astronomico nel mondo, è probabilmente la tomba di questo tipo più famosa.

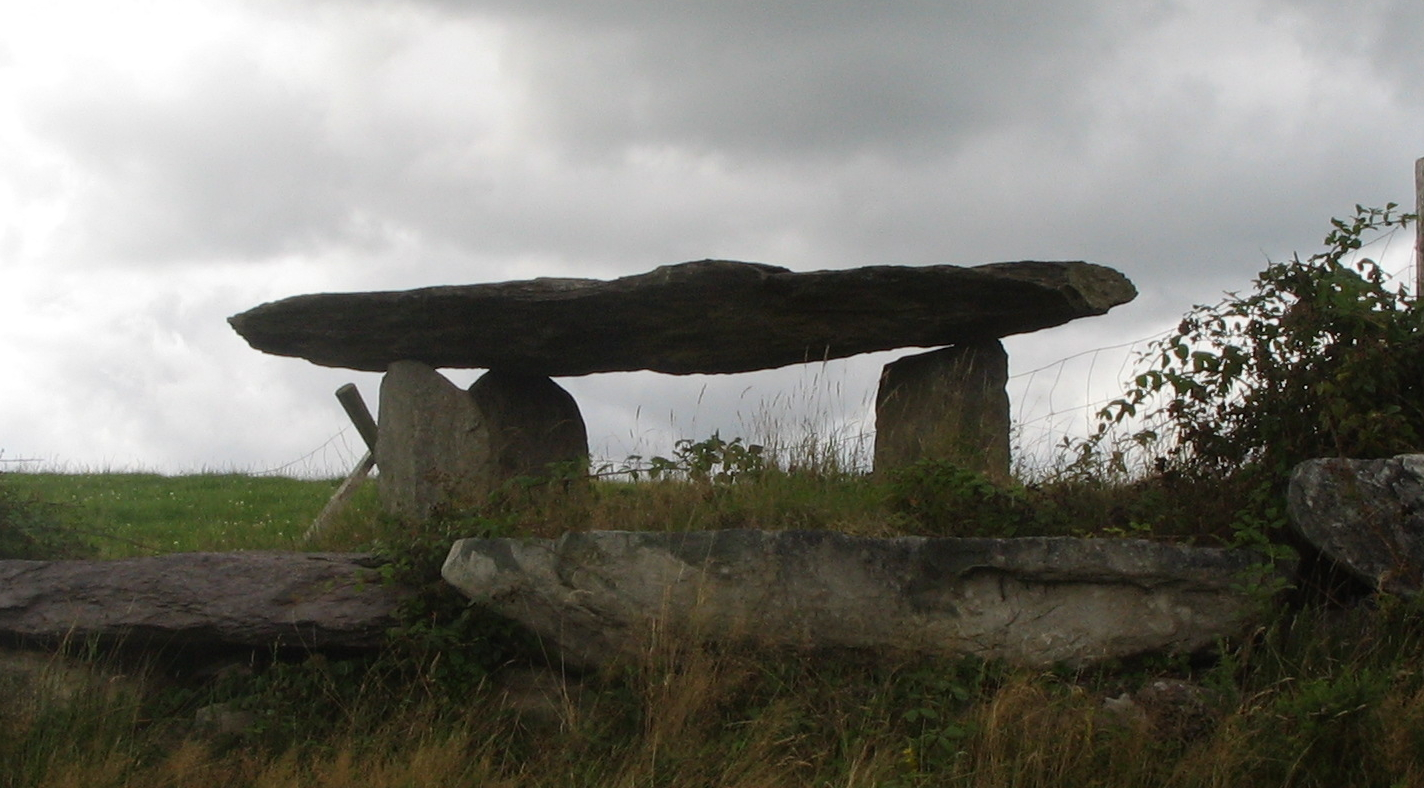
Dolmen di Knocknakilla, co.Cork

- dolmen: questa tipologia di megalite è concentrata essenzialmente in due zone dell'isola, il sud-est ed il nord. I dolmen di Knockeen e Gaulstown nel Waterford ne sono esempi eccezionali.
- tombe a cuneo: il gruppo più vasto e diffuso dei quattro, le tombe a cuneo sono rintracciabili grosso modo ovunque, ma in numero maggiore nell'ovest e nel sud-ovest. Le percentuali più elevate si raggiungono nel Clare. Sono le più recenti, probabilmente della fine del Neolitico. Vengono così chiamate per la camera mortuaria a forma di cuneo.

La teoria che questi quattro gruppi di monumenti siano associati a quattro distinte ondate di invasori trova a tutt'oggi adesioni, ma gli studi archeologici non sostengono quest'impostazione. È più probabile che l'aumento di popolazione che ne rese possibile la costruzione non sia stato dovuto a colonizzazioni di massa ma molto più semplicemente all'introduzione dell'agricoltura.
Nel periodo neolitico la popolazione dell'isola era superiore ai 100.000, e forse vicina anche ai 200.000 abitanti. Vi fu una certa diminuzione intorno al 2500 a.C. a causa di un collasso economico, tuttavia proprio a quegli anni si può far risalire l'inizio dell'età del rame.

### Età del Bronzo (2.500 a.C. - 700 a.C.)

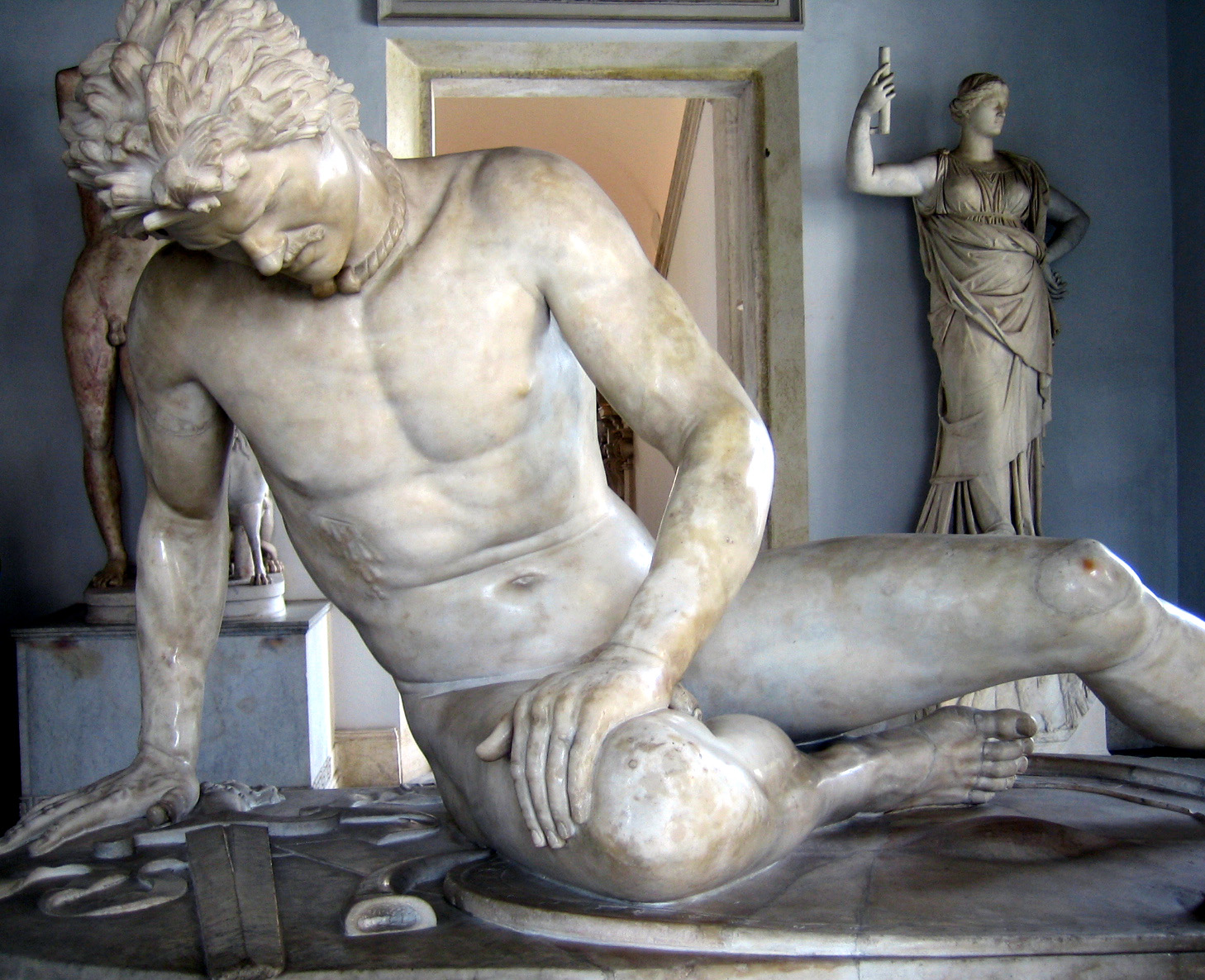
Il Galata morente di Epigono mostra un corno di bronzo tipicamente irlandese

L'Età del bronzo viene fatta iniziare storicamente quando le popolazioni cominciarono a legare rame e stagno per creare appunto il bronzo, e questo in Irlanda accadde intorno al 2.000 a.C., come dimostrano alcune assi rinvenute a Ballybeg. Il periodo precedente a questi ritrovamenti del Lough Ravel e di Ballybeg è conosciuto come Età del Rame o Calcolitico ed iniziò all'incirca nel 2.500 a.C. Il bronzo era impiegato per la produzione sia di armi che di oggetti vari. Spade, asce, pugnali, accette ma anche utensili per bere e trombette a forma di corno sono solo alcuni tra i vari oggetti di cui oggi abbiamo traccia. Gli artigiani irlandesi divennero presto noti per le trombette a forma di corno, che erano prodotte con il processo cire perdue, o della cera persa. Questi oggetti sono stati trovati in vari luoghi europei ed uno è stato anche riprodotto dallo scultore greco Epigono nella sua famosissima opera conservata a Roma chiamata "Galata morente".

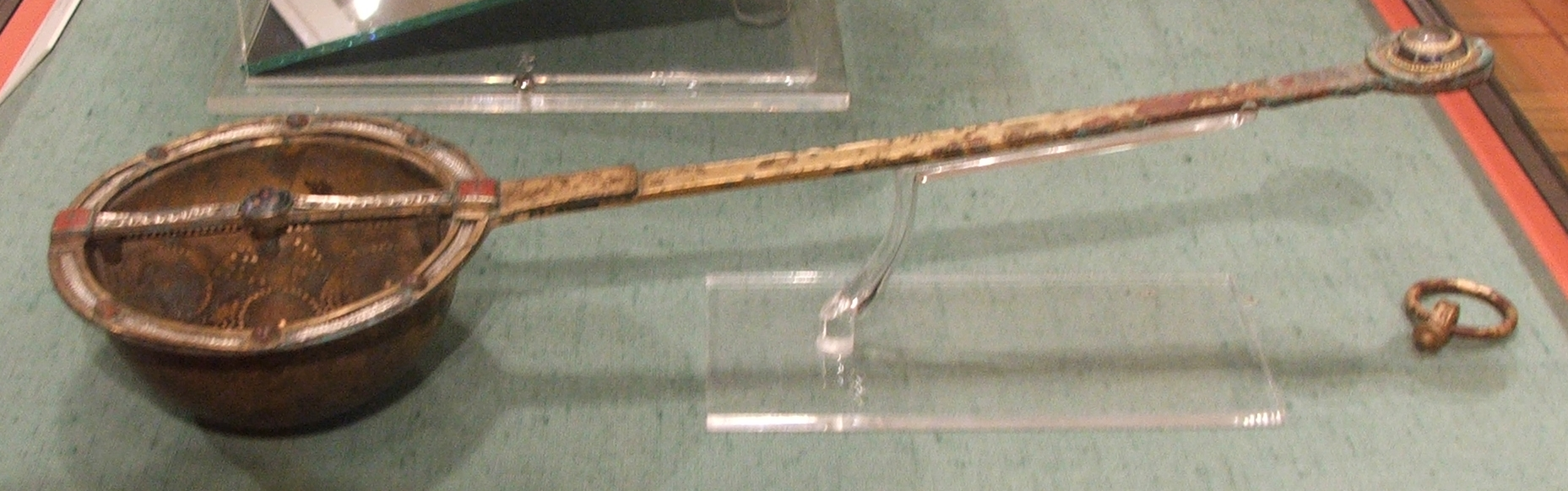
Oggetto in bronzo rinvenuto a Derrynaflan

Il rame usato per produrre il bronzo era estratto in Irlanda, principalmente nel sud-ovest del Paese, mentre lo stagno veniva importato dalla Cornovaglia. La più antica miniera di rame della quale si ha conoscenza in queste isole è quella di Ross Island, in uno dei Laghi di Killarney, nel Kerry; l'estrazione e la lavorazione dei metalli nell'area avvenne verosimilmente tra il 2.400 ed il 1800 a.C. Un'altra miniera di rame molto importante, una delle più antiche in tutta Europa, è stata rinvenuta sul Mount Gabriel, nel Cork, che fu in attività per vari secoli nella metà del secondo millennio. Le miniere di Cork e Kerry dovrebbero aver prodotto più di 370 tonnellate di rame durante l'Età del Bronzo. Dato che soltanto lo 0,2% di questo fu effettivamente utilizzato per opere od oggetti in bronzo, si suppone che l'Irlanda sia stato all'epoca un grande esportatore.

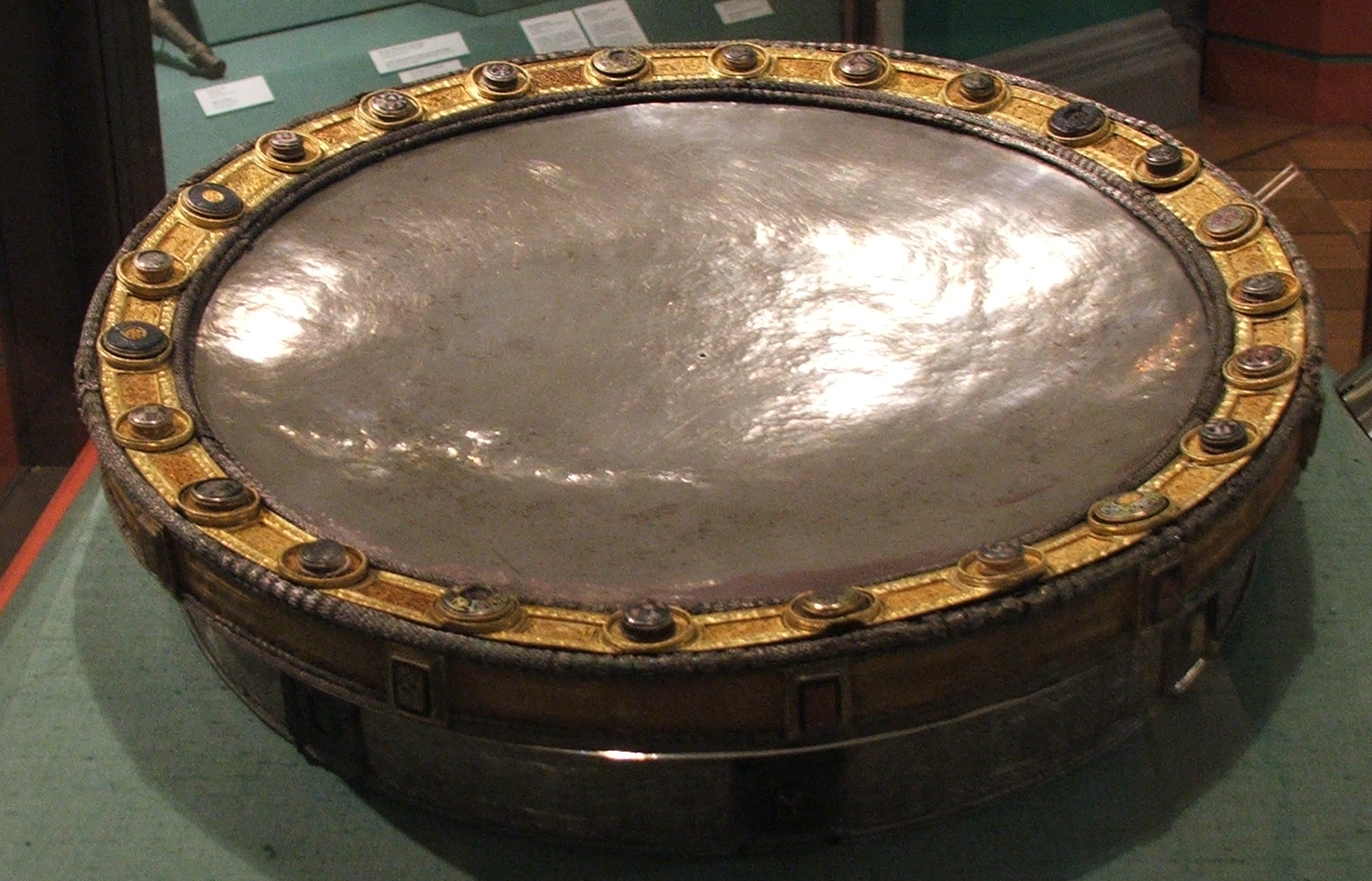
Oggetto rinvenuto a Derrynaflan

L'Irlanda è anche abbastanza ricca di oro grezzo, e fu proprio in questo periodo che gli artigiani irlandesi cominciarono a lavorarlo intensamente. Del resto sono stati trovati tesori nascosti in oro più in Irlanda che in ogni altro luogo europeo. Gli ornamenti in oro irlandesi sono stati ritrovati in posti lontani come Germania e Scandinavia, e consistevano all'inizio in semplici mezze lune o dischi di oro sottile, sostituiti successivamente da ornamenti tipici circolari a collare, con una barra o un fiocco di metallo fissati con una vite e sostenuti da una corda. Altri oggetti notevoli sono orecchini d'oro, dischi solari e lunulas (dischi di luna crescente indossati al collo).
Uno dei tipi di ceramica più particolari in Europa, le "ampolle a campana", fece la sua apparizione in Irlanda durante l'Età del Bronzo e si differenziò molto dalle produzioni curate e tondeggianti del Neolitico. Si tende ad associarle ad una cultura particolare - oggi conosciuta come Beaker Folk - probabilmente coincidente con l'arrivo della metallurgia, ma questa impostazione storica non è attendibile in quanto non ci sono tracce evidenti di una cultura di tendenza, oltre al fatto che la metallurgia giunse molto prima: con ogni probabilità fu una modalità locale di manifattura con mera influenza esterna senza invasioni di alcun tipo.

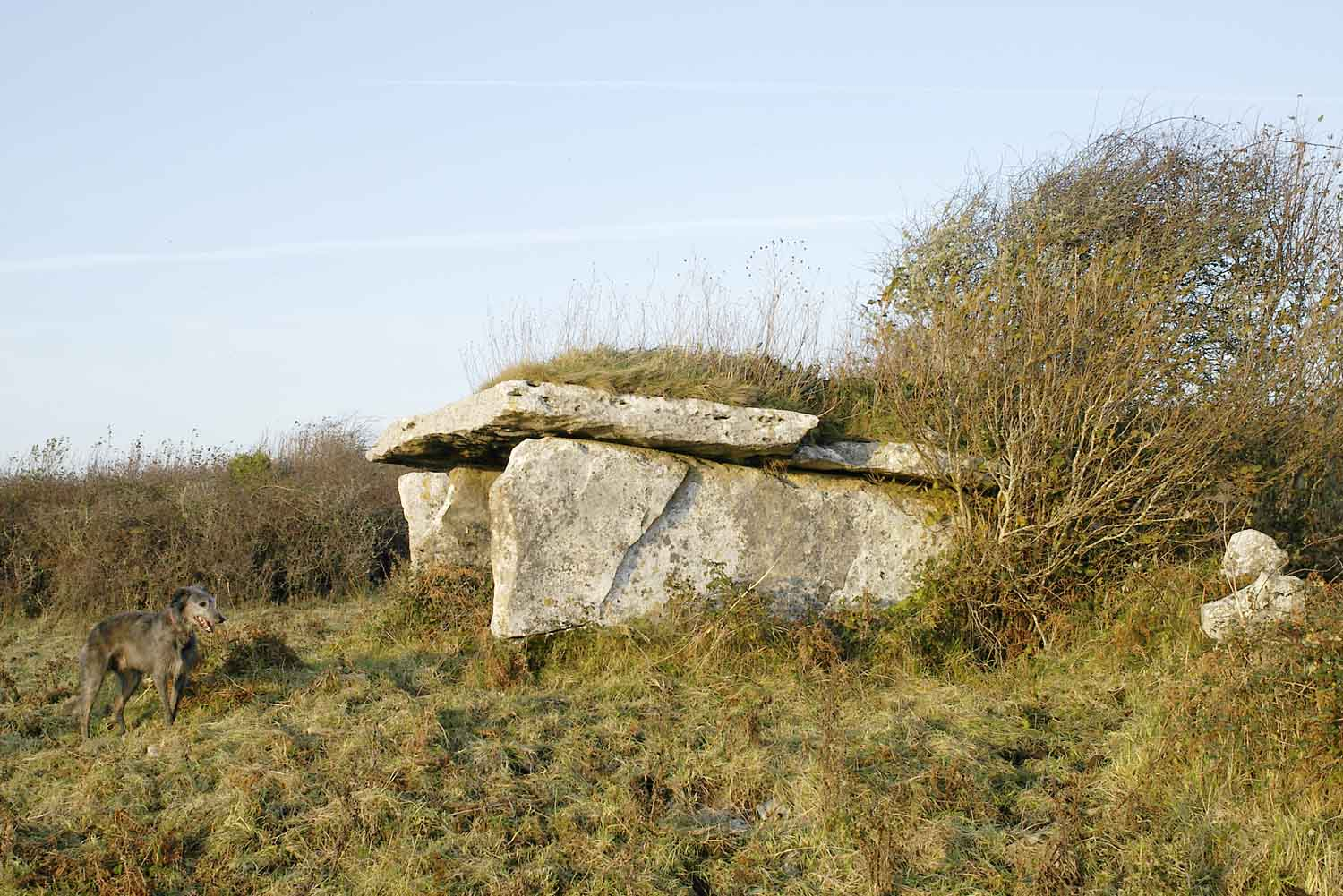
Tomba ad incastro, Cloneen, Contea di Clare

Tombe ad incastro, anche se più piccole, vennero costruite ancora durante l'era ma le tombe più grandiose a passaggio vennero abbandonate. Attraverso l'Età del Bronzo apparve una tomba più semplice a lapide, consistente in una piccola pietrà rettangolare ricoperta da un'iscrizione in pietra e sotterrata a breve distanza sotto la superficie. Anche circoli di pietre vennero eretti al tempo, principalmente in Ulster e Munster.
Durante quest'era, il clima in Irlanda peggiorò e avvenne una sensibile deforestazione. La popolazione doveva superare i 100.000 abitanti e toccare forse i 200.000, quindi non molta più del Neolitico.

## I Celti

### Teorie sull'influenza celtica
In Irlanda l'Età del Ferro coincide con la presenza di un popolo collegato ai Celti. Questa popolazione, secondo T. F. O'Rahilly si distingueva dai popoli antecedenti per l'uso del ferro e per una serie di altri tratti culturali in comune con le popolazioni celtiche presenti nell'Europa centrale ed occidentale. Se queste connessioni tra popoli così distanti siano derivate da un'invasione o attraverso particolari processi culturali è ancora oggi oggetto di accesa disputa. Tradizionalmente si è pensato che degli invasori celtici portarono la lingua celtica in Irlanda, ma recenti studi genetici ed archeologici mostrano che l'adozione dei tratti culturali e linguistici celtici nell'isola sono frutto di una lenta evoluzione, portata probabilmente da scambi culturali con i gruppi di popolazioni celtiche dell'Europa continentale.
Il campo di ricerca risente del fatto che è interesse di numerose discipline accademiche, le quali spesso giungono a soluzioni in contrasto tra loro. In relazione a questo, la soluzione storica tradizionale accettata molto tempo fa si basa principalmente sulla mitologia irlandese e sugli studi linguistici, che sono comunque oggi ritenuti discretamente attendibili, anche laddove punti di vista più moderni accetterebbero interpretazioni più ampie o quando l'evidenza genetica ed archeologica della stessa materia tenderebbe ad escludere certe soluzioni.
A complicare la situazione c'è anche la complessa relazione tra le varie teorie sulla preistoria irlandese e l'identità nazionale irlandese.
Le lingue celtiche di Gran Bretagna ed Irlanda possono essere divise in due gruppi: celtiche-P e celtiche-Q. Quando i primi documenti scritti apparvero nel V secolo, il gaelico o goidelico (un linguaggio celtico-Q) era quello presente in Irlanda, mentre il britonico (celtico-P) era diffuso nella Gran Bretagna. Un tempo si giungeva facilmente alla soluzione che l'Irlanda fosse stata invasa dai Celti-Q e la Gran Bretagna dai Celti-P. Tuttavia oggi non è raro ascoltare che l'Irlanda in realtà fu soggetta non ad una, ma a svariate invasioni. Secondo la prima teoria, intorno al 350 a.C. dei popoli chiamati Milesiani introdussero cultura e lingua celtici, soggiogando le popolazioni pre-celtiche, grazie alle loro armi superiori ed ai loro tratti genetici dai capelli rossi: questa teoria si basa, come è facile notare, essenzialmente sull'aspetto mitologico.
La verità sembrerebbe decisamente più complessa. Per iniziare, gli studi recenti sul DNA suggeriscono che le popolazioni che introdussero la lingua celtica nell'arcipelago britannico potevano benissimo parlare quel tipo di idioma, senza però essere di razza celtica. Etnicamente erano infatti indistinguibili dagli abitanti pre-indo-europei che li precedettero. Il piccolo impatto genetico che questa popolazione ha portato nell'isola al tempo ha indotto alcuni studiosi a credere che non fossero superiori alle poche migliaia.
I cromosomi Y degli irlandesi, caratterizzati dalla mutazione M343 che definisce l'aplogruppo R1b (dominante, in varie gradazioni, dalla penisola Iberica alla Scandinavia), sono strettamente collegati alle popolazioni iberiche, particolarmente al popolo basco, cosa che ha portato alcuni antropologi a sostenere che i Baschi siano la popolazione rimanente dei pre-indo-europei dell'Europa occidentale e che il linguaggio pre-celtico dell'Irlanda potrebbe essere collegato alla lingua basca.

### Il modello storico di O'Rahilly
Lo studioso della cultura celtica T. F. O'Rahilly propose un modello della preistoria irlandese, basato sui suoi studi tra le influenze della lingua irlandese ed un'analisi critica della mitologia dell'isola e la sua pseudo-storia.
Le sue idee, nonostante siano ancora molto influenti, non sono più universalmente accettate. Comunque, egli distinse quattro separate ondate di invasori celtici:
- I Cruithne o Priteni (c. 700 - 500 a.C.)
- I Builg o Érainn/Iverni (c. 500 a.C.)
- I Lagin, i Domnainn e i Gálioin (c. 300 a.C.)
- I Goidelici o Gaelici (c. 100 a.C.)

### La conquista gaelica dell'Ulster

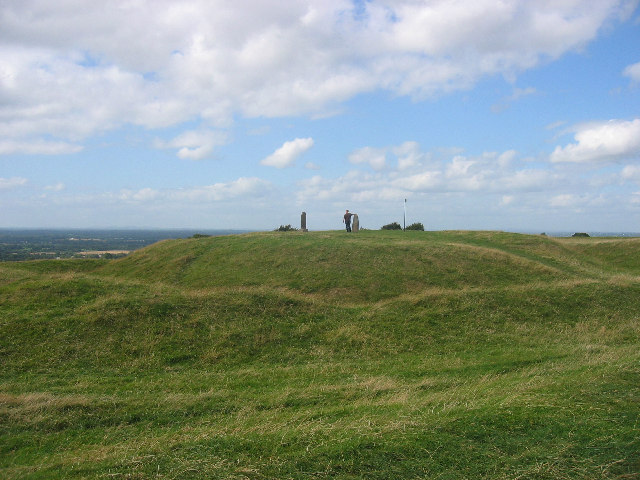
Tara, centro del potere gaelico

In Irlanda gli scritti autentici che possediamo risalgono al massimo al 431 d.C., tempo in cui viene indicato come re di Tara il gaelico Niall Noígiallach, meglio conosciuto come Niall dei nove ostaggi, la prima figura storica di cui abbiamo traccia, anche se la sua autenticità è oggetto di disputa, tralasciando che comunque poco sappiamo dalle fonti giunte ai giorni nostri. Secondo i residui scritti, suo padre Eochaid Mugmedon era re di Tara e signore del Regno di Meath (sebbene il territorio della Midland Gael venne chiamato così solo secoli dopo).
Niall successe al padre intorno al 400 e si tramanda abbia regnato per 27 anni. Il suo regno marca l'ascesa di Tara come potere dominante dell'isola. L'origine di questa signoria fu la conquista dell'Ulster, scaturita da secoli di conflitti tra i Gaelici di Tara, appunto, e gli Ulaid di Emain Macha. Questa guerra è decantata nel ciclo mitologico conosciuto come Ulster Cycle, che include l'epica nazionale irlandese, Táin Bó Cúailnge.
La conquista gaelica dell'Ulster fu effettuata essenzialmente da tre dei figli di Niall, Conall Gulban, Eógan ed Énda, che furono ricompensati con tre sotto-regni nell'ovest della nuova provincia soggiogata. Come diretto risultato della conquista, l'Ulster fu riorganizzato quindi in:

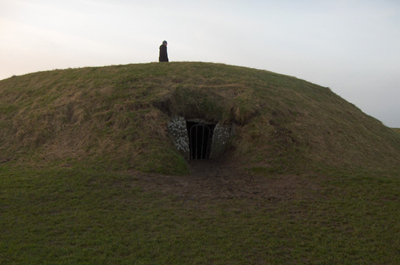
Il "Tumulo degli ostaggi" a Tara, forse in ossequio alla tradizione dei Nove Ostaggi

- Ulidia, nell'est, che ricopriva gran parte di quelle che oggi sono le contee di Antrim e Down. Qui regnava la Dál nAraidi, una dinastia Cruthniana che aveva appoggiato Niall nella guerra. Gli Ulaid o Dál Fiatach, che erano stati il potere dominante nell'Ulster per secoli, furono detronizzati, mentre la loro residenza regale a Emain Macha fu distrutta e furono spinti verso la parte orientale del Down. La conquista Gaelica ebbe un significativo impatto anche sulla storia scozzese, in quanto una delle antiche popolazioni stanziate nell'Ulster erano i Dál Riata, ridotti al vassallaggio da Niall ma con notevoli influenze e territori in Scozia: non a caso dopo l'invasione di Niall, molti dei Dál Riada attraversarono il mare e colonizzarono Argyll, che nel corso del tempo sarebbe divenuta una potenza dominante nella Gran Bretagna del Nord.
- Airgialla (talvolta anglicizzato in Oriel), nel centro dell'Ulster, che ricopriva gran parte di Armagh, Coleraine (Londonderry), Fermanagh, Louth, Monaghan e Tyrone. Questo regno fu propriamente una confederazione di nove sotto-regni, ognuno dei quali era dominato da una dinastia indigena ridotta a vassallaggio dalla conquista di Niall. Per rendere sicura la loro fedeltà, erano obbligati a spedire in ostaggi membri importanti delle loro famiglie a Tara: da qui nasce il nome Airgialla ("donatori di ostaggi") ed il famoso epiteto di Niall.

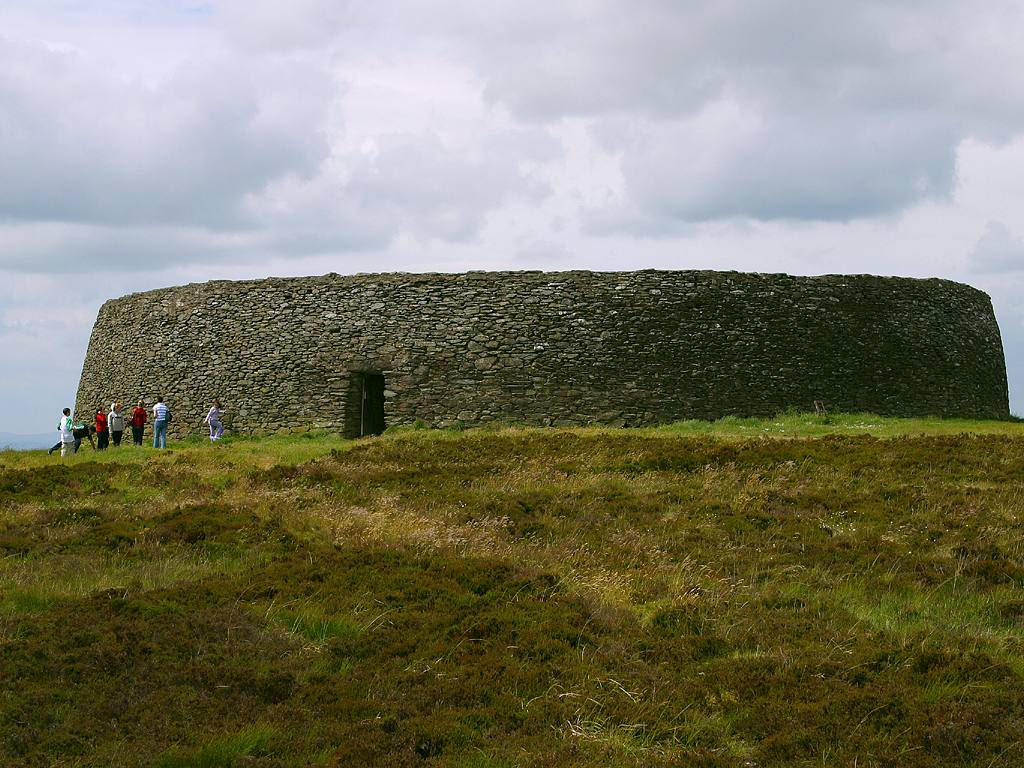
Il Grianan di Aileach fu per secoli il centro del potere di Aileach

- Ailech, o Aileach, nell'ovest, prendeva quasi tutto l'attuale Donegal. All'inizio consisteva di tre sotto-regni, Tír Eógain, Tír Chonaill e Tír Énda, ma Tír Énda fu conquistato dai discendenti di Conall ed incorporato in Tír Chonaill (anche se i discendenti di Énda continuarono a regnare su dei territori, ma questi erano nelle Midlands). I due regni rimanenti aumentarono nel tempo la loro espansione ed influenza e i loro nomi rimangono preservati in due delle moderne contee irlandesi, Donegal (chiamato infatti all'inizio Tyrconnell) e Tyrone, che in gaelico si scrive proprio Tír Eógain. Ailech fu governato per circa otto secoli dai discendenti di Conall ed Eógan, collettivamente conosciuti come gli Uí Néill (O'Neill) del Nord, e annoverarono numerosi Re supremi d'Irlanda. La conquista (intorno al 425) di Ailech, trono reale che divenne la capitale degli Uí Néill del Nord e che dà il nome al regno, segnò la fine della conquista gaelica dell'Ulster.

Dopo la sua morte Niall fu succeduto come re di Tara dal figlio Lóegaire mac Néill. Durante il suo regno avvenne una svolta fondamentale in Irlanda, ovvero l'introduzione ufficiale della religione cristiana nell'isola. Niall dei Nove Ostaggi viene indicato come l'antenato delle due linee dei re supremi d'Irlanda.